# Rădoiești-Vale, Teleorman
Rădoiești-Vale este satul de reședință al comunei Rădoiești din județul Teleorman, Muntenia, România.